# Cornwall
Cornwall este unul din comitatele ceremoniale ale Angliei. Ocupă întreg teritoriul peninsulei omonime.

## Orașe
Orașe din cadrul districtului, în ordine alfabetică:
- Bodmin, Bude
- Callington, Camborne, Camelford
- Falmouth, Fowey
- Hayle, Helston, Hugh Town
- Launceston, Liskeard, Looe, Lostwithiel
- Newlyn, Newquay
- Padstow, Penryn, Penzance
- Redruth
- St Austell, St Blazey, St Columb Major, Saint Ives, Saint Just in Penwith, Saltash
- Torpoint, Truro
- Wadebridge